# ندوة يسوع

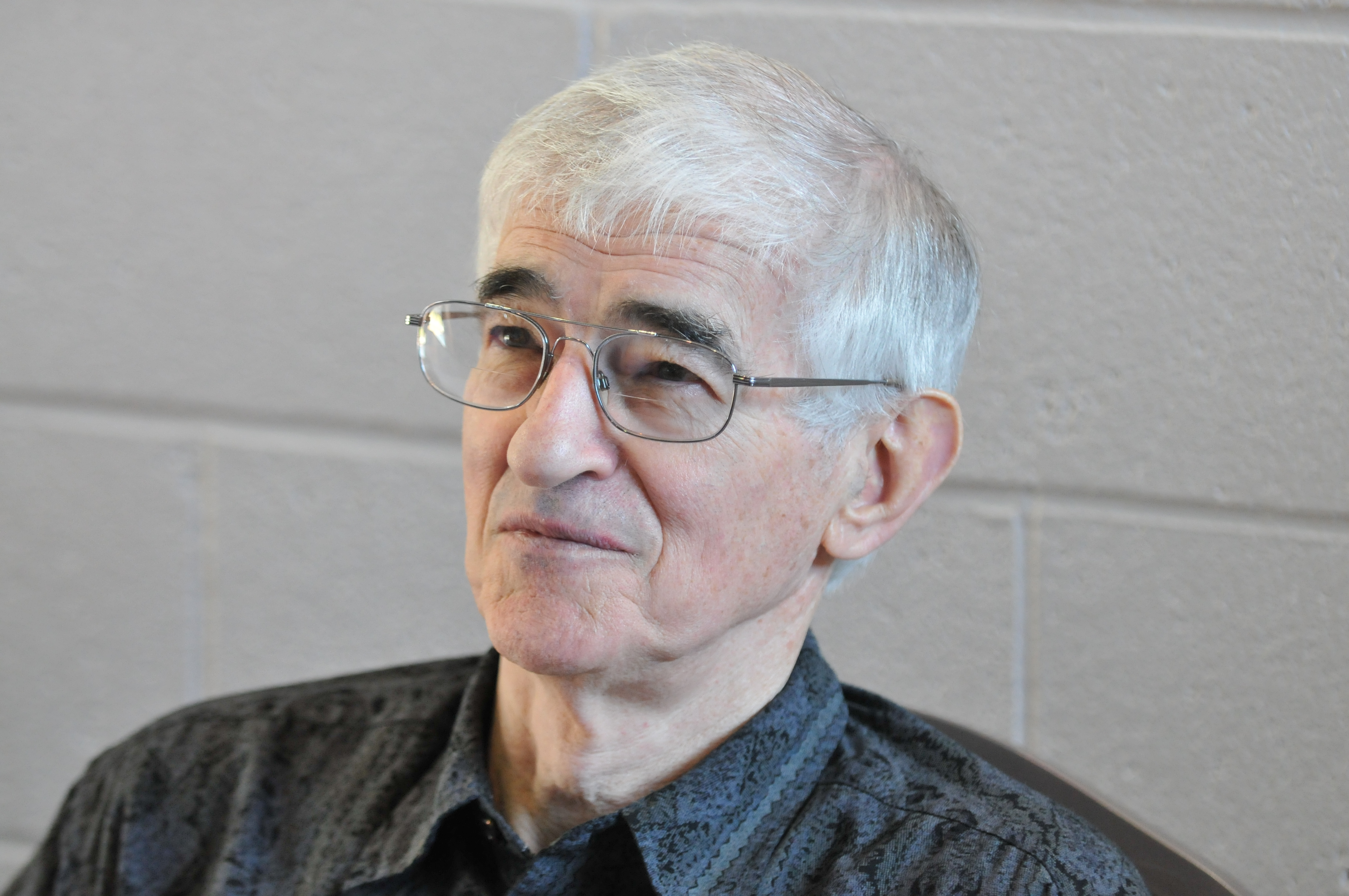

ندوة يسوع (بالإنكليزية Jesus Seminar) حلقة دراسية من 200 فرد تقريبا تشمل «باحثين بدرجات جامعية عالية في الدراسات الكتابية أو الدين أو مواضيع مرتبطة [بالإضافة إلى] كتاب معروفين كمختصين في مجال الدين». أسسها سنة 1985 روبرت فنك وجون دومينيك كروسان تحت رعاية مؤسسة وستار  وهذه المجموعة إحدى أنشط المجموعات في النقد الكتابي. تستعمل المجموعة أساليب خلافية لتحديد ما قاله أو فعله أو لم يقله أو يفعله يسوع كشخصية تاريخية. وتقوم بالنشر العام لأبحاث حول يسوع التاريخي. يسمح للعامة بحضور اجتماعات المجموعة نصف السنوية، وقد أنتجت الحلقة ترجمة للعهد الجديد بالإضافة إلى إنجيل توما للاستعمال كمصادر نصية. وطبعت نتائج أبحاثها في ثلاثة تقارير هي الأناجيل الخمسة The Five Gospels (1993) أعمال يسوع The Acts of Jesus (1998) إنجيل يسوع The Gospel of Jesus (1999). وتجري المجموعة سلسلة محاضرات وورشات عمل في مدن أمريكية مختلفة.
حسب أبحاث الحلقة الدراسية فإن يسوع حكيم يهودي هيليني كثير السفر لم يمت كبديل عن الخاطئين ولم يقم من الأموات لكنه بشر بإنجيل اجتماعي باستعمال الأمثال والحكم. وكعدو للأيقونات فإنه خرق عدة تقاليد اجتماعية وعقائد يهودية في تعاليمه وتصرفاته، وكثيرا ما فعل ذلك بقلب الأفكار المقبولة وتشويش توقعات سامعيه. وبشر بحكم إمبراطوري سماوي (ترجم تقليديا بمملكة الله أو ملكوت السماء) على أنه موجود الآن لكن غير مرئي، وأنه تآخى مع الغرباء ونقد المقربين وأن الله أب حنون.
تتعامل المجموعة مع الأناجيل كقطع أثرية تاريخية لا تمثل فقط أقوال وأفعال يسوع الحقيقية بل اختراعات وتطويرات المجتمع المسيحي المبكر ومؤلفي الأناجيل. وقد وضعت عبأ الإثبات على من يقول بثبوت النص وتاريخيته. ولم تلزم المجموعة نفسها بالأناجيل القانونية بل أكدت أن إنجيل توما يحوي موادا أكثر ثقة من إنجيل يوحنا.
وبتحليل المجموعة للأناجيل على أنها إنتاجات بشرية قابلة للخطأ باستعمال الطريقة النقدية التاريخية، فإن افتراضها أن يسوع لم يؤمن برؤية عالمية أبوكاليبسية هي محل جدل. فبدلا من إيحاء إسكاتولوجيا أبوكاليبسية ودعوة تلاميذه للاستعداد لنهاية العالم فإن زملاء الحلقة يجادلون بأن الأحاديث الصحيحية ليسوع بشرت بإسكاتولوجيا حكيمة تشجع على إصلاح العالم.

## استعمال الطريقة التاريخية
يحاول علماء المجموعة اكتشاف عيسى التاريخي ويسألون من كان وماذا قال ومعنى أقواله باستعمال عدة طرق. ويعتمدون في ذلك على الأنثروبولجيا الاجتماعية وعلى التاريخ والتحليل النصي. ويستخدمون دراسات في علم الإنسان عن عدة حضارات لتصور خلفية عامة وتحديد التاريخ والمجتمع في فلسطين القرن الأول الميلادي، ويستعملون كل ذلك للتركيز على عيسى. ويستخدمون مصادر أولية وثانوية وأدلة من علم الآثار. وقد شرحوا طريقة عملهم في كتاب الأناجيل الخمسة (القانونية مع إنجيل توما) وأنهم يفحصون سجلات القرون الأربعة الأولى عن معلومات عن عيسى ويدققونها حسب معايير مثل الإثبات المتعدد والتفرد وقابلية السرد الشفوي.

## الأعمدة السبعة لحكمة العلماء
سردت الحلقة سبعة قواعد لمعايير البحث النقدي الحديث في عيسى. وهذه الأعمدة قد تطورت منذ القرن الثامن عشر.
1. التفريق بين عيسى حسب التاريخ (يسوع التاريخي) والمسيح حسب الإيمان (انظر هرمان ساميل ريماروس وديفيد ستراوس)
2. الإقرار بأن الأناجيل السنوبتية ذات وثوقية تاريخية أكبر من وثوقية إنجيل يوحنا (نتائج دراسات الباحثين الألمان في القرن 19، انظر النقد العالي)
3. إنجيل مرقس أقدم من إنجيلي متى ولوقا (عرف هذا قبل 1900)
4. تحديد الوثيقة ق (قبل 1900)
5. رفض عيسى الإسكاتولوجي (في السبعينات والثمانينات)
6. التمييز بين الثقافة الشفوية وبين الثقافة المكتوبة
7. عكس عبء الإثبات فهو مسؤولية من يريد إثبات أن الأناجيل تاريخية بدل طلب الإثبات ممن يقول بأنها غير تاريخية

بعض هذه المبادئ مقبولة لدى غالبية العلماء اليوم وغير جدلية، لكن بعض العلماء يتبعون ألبرت شفايتزر  الذي يقول إن عيسى كان إسكاتولوجيا. وحسب الحلقة فإن ذلك تغير في السبعينات والثمانينات، حيث يقول ماركوس بورغ «إن الإجماع على أن عيسى كان نبيا إسكاتولوجيا أعلن عن اقتراب نهاية العالم قد اختفى»، ويعطي سببين لذلك. الأول أن الإشارات لمجيء ابن الإنسان اعتبرت منذ الستينات إضافات من المسيحيين الأوائل، والثاني أن كثيرا من العلماء اعتبر مملكة الله التي تحدث عنها عيسى حقيقة حالية أي اسكاتولوجيا تحققت ذلك الوقت بدل اسكاتولوجيا عن اقتراب نهاية العالم. وحسب الحلقة فإن العناصر الاسكاتولوجية المنسوبة لعيسى أتت من يوحنا المعمدان (يحيى) والمجتمع المسيحي الأول.

## ترجمة العلماء
بدأت الحلقة الدراسية بإنتاج ترجمة أمريكية حديثة للأناجيل اسمها «نسخة العلماء» Scholars Version (موجودة في كتاب الأناجيل الخمسة). تستخدم الترجمة عبارات لغة معاصرة لإعطاء ذوق معاصر عن أساليب مؤلفي الأناجيل بدل الترجمة الحرفية. والهدف جعل القارئ يحصل على رسالة شبيهة لمن سمع الإنجيل في القرن الأول. وتجنب المترجمون العبارات الحرفية القديمة أو تحديثه بشكل غير طبيعي، فترجموا مثلا «الويل لكم» ب«اللعنة عليكم» لأنها أقرب لما قد يقال اليوم. وقال العلماء إن الترجمات الأخرى تحاول توحيد لغة الأناجيل، بينما حاولوا هم أن يحفظوا أسلوب كل مؤلف للإنجيل خاص به.

## وقائع المؤتمر
استخدم المؤتمر طريقة التصويت كما فعلت اللجان التي صنعت نسخة الملك جيمس والنسخة المعيارية المراجعة وطبعة العهد الجديد اليوناني Novum Testamentum Graece كطريقة لتحديد الإجماع للهيئة المجتمعة. وهذا الطريقة زادت من شهرة الندوة.
وعند التصويت على وثوقية 500 عبارة وحدث تقريبا قام الزملاء باستخدام خرزات ملونة للتعبير عن ثقتهم بالقول أو الحدث المذكور في الأناجيل
- خزرة حمراء تدل أن المصوت يعتقد أن عيسى قال المقطع المذكور أو ما يشبهه جدا (3 نقاط)
- خرزة قرنفلية تدل أن المصوت يعتقد أن عيسى على الأرجح قال شيئا شبيها بالمقطع (نقطتان)
- خرزة رمادية تدل أن المصوت يعتقد أن عيسى لم يقل المقطع لكنه يحوي أفكار عيسى (نقطة)
- خرزة سوداء تدل أن المصوت يعتقد أن عيسى لم يقل المقطع وأنه من تأليف تابع أو من تقليد مختلف (0 نقطة)

حدد الإجماع حسب معدل المجموع وليس الأغلبية مما يعني أن كل الآراء أثرت على القرارات. وذكر كتاب الأناجيل الخمسة نتائج التصويت وعدد مرات التصويت التي احتيجت للوصول إلى نتيجة والأسباب المختلفة لتصويت الزملاء بطرق مختلفة.
ولم تكن القرارات بالتصويت فقط، فقط التقى الزملاء لنقاش الأوراق المقدمة مرتين سنويا، وتطلبت بعض المقاطع نقاشات مطولة وإعادة للتصويت.

### أقوال عيسى
طبعت أولى نتائج الحلقة سنة 1993 في كتاب الأناجيل الخمسة: البحث عن أقوال عيسى الأصلية The Five Gospels: The Search for the Authentic Words of Jesus

#### معايير الوثوقية
تعامل علماء الحلقة مع الأناجيل كغيرهم من علماء عيسى التاريخي كقطع أثرية تحتمل الأخطاء فيها معلومات صحيحة وغير صحيحة العزو. وقد استعملوا كغيرهم معايير لتحديد صحة نسبة قول أو قصة، ومن هذه المعايير الإثبات المتعدد والإحراج بالإضافة إلى:
- الشفوية: حسب التقديرات الحالية لم تكتب الأناجيل إلى بعد عقود من موت عيسى. لذا نقلت الأمثال والحكم والقصص بروايات شفوية (30 - 50 ميلادي). حسب الحلقة فإن كانت المقولة قصيرة وجاذبة للانتباه يحكم عليها بأنها قابلة للحفظ لعقود بعد موت صاحبها حتى كتابتها، وفي هذه الحالة تكون أكثر وثوقية. مثال ذلك «أدر له الخد الآخر»
- التهكم: قرر الزملاء بالاعتماد على عدة روايات أمثال مهمة مثل مثل السامري الصالح أن التهكم والعكس وإحباط توقعات المستمع كانت من أسلوب عيسى. ولذلك فإن كان المقطع يقدم مقابلات متعاكسة أو مستحيلات فاحتمال وثوقيته أكبر. مثال ذلك: «أحبوا أعداءكم»
- الثقة بالله: هناك حوار طويل مذكور في الأناجيل الثلاثة يخاطب فيه عيسى المستمعين طالبا منهم أن لا يقلقوا بل يثقوا بالأب، ولذلك بحث الزملاء عن مواضيع مشابهة في أقواله الأخرى واعتبروها أكثر وثوقية، مثل: «اسألوا وسيعطى لكم»

#### معايير اللاوثوقية
بحث زملاء الحلقة عن عدة خصائص اعتبروها غير موثوقة مثل الإشارة للنفس ومسائل الزعامة والمواضيع الأبوكاليبسية.
- الإشارة للنفس: هل يشير عيسى لنفسه حسب النص؟ مثل القول «أنا الطريق وأنا الحقيقة وأنا الحياة» (يوحنا 14:1-14)
- مقدمات وإطارات: هل تستعمل الآيات لتقديم أو شرح أو صنع إطار حول المقطع الذي يمكن أن يكون أصليا؟ مثال ذلك المثل الأحمر أي الموثوق للسامري الصالح فقد أحيط بإطار من مشاهد حول وصف عيسى للمثل، وحسب العلماء فقد اعتبر إطار الكلمات أسود أي غير موثوق.
- قضايا المجتمع: هل تعبر الآيات عن قضايا تهم المجتمع المسيحي الأول (بعد المسيح) مثل إرشادات للمبشرين أو قضايا الزعامة. مثل أن بطرس الصخرة التي سيبني عليها عيسى الكنيسة (متى 16:17-19)
- الهدف العقائدي: هل تدعم الآيات رأيا أو مظهرا فريدا في الإنجيل مما قد يدل على تحيز الكاتب الجامع؟ مثال ذلك أن نبؤة الغنم والماعز في متى 25:31-46 اعتبرت سوداء غير موثوقة لأن العلماء اعتبروها ممثلة لهدف متى في نقد المسيحيين غير الصالحين.

#### الأقوال الموثوقة حسب الحلقة
بعض الأقوال الموثوقة حسب الحلقة ما في ترجمة «نسخة العالم»
1. أدر الخد الآخر (92%): متى 5:39، لوقا 6:29

#### وثوقية الأناجيل العامة
استنتجت الحلقة أن 19% تقريبا من الأقوال المختلفة المنسوبة لعيسى في الأناجيل الخمسة يرحج أن عيسى قالها (حمراء أو قرنفلية). وكان تقييم إنجيل يوحنا الأسوأ من بين الأناجيل حسب الوثوقية، وفي إنجيل توما هناك فقط قولان فريدان اعتبرا من أقوال عيسى: الجرة الفارغة (97) والمغتال (98)، بينما الأقوال الموثوقة الأخرى فيه موجودة في الأناجيل السنوبتية.

#### جهنم والهاوية
حسب الأناجيل فجهنم والهاوية أماكن عقاب ناري وموت. اعتبر علماء الحلقة الإشارات إلى جهنم والهاوية رمادية أو سوداء (أي مشكوك بها أو غير موثوقة). وحسب العلماء فإن تلك الإشارات من اختراعات المسيحيين الأوائل كردود على رافضي رسالة عيسى.

#### مثال التطويبات
قسم علماء الحلقة التطويبات بين حمراء وأرجوانية ورمادية وسوداء.
ثلاثة من هذه التبريكات فيها مفارقات ومدعومة في إنجيلين قانونيين، ولذا اعتبرت حمراء موثوقة كما يذكرها لوقا 6:20-21
مبروك يا فقراء!
لكم ملك الله
مبروك يا جياع!
ستحصلون على وليمة
مبروك يا من يبكون الآن!
ستضحكون.
تتميز هذه التبريكات بتقديم درامي وعكس توقعات السامع وهذا من مميزات كلام عيسى حسب العلماء.
أما التطويبات لمن يضطهد باسم عيسى فربما تعود لعيسى لكن شكلها الحالي يمثل آراء المجتمع المسيحي المبكر وليس رسالة عيسى حسب رأيهم، لذا حصلت على تقييم رمادي.
وحصلت تطويبات متى الموثوقة الثلاث على تقييم أرجواني لأنه أضاف إليها طابعا روحيا، حيث أشار إلى الفقراء «في الروح» وإلى الجياع «والعطشى للعدل». وفي متى أيضا تطويبات للمتواضعين وأنقياء القلوب وصانعي السلام لكن بسبب غياب الدعم الثانوي أي توثيق في أناجيل أخرى وغياب التهكم فقد حصلت على تقييم أسود.

## أعمال عيسى
وفقا للندوة فان عيسى
- ولد أثناء حكم هيرودوس
- ولد في الناصرة وليس بيت لحم
- القى القبض عليه في اورشاليم وصلبه الرومان
- اعدم لازعاج العامة وليس لادعاء انه ابن الله
- لم يفم من بين الاموات - القبر الفارغ هو خيال

## زملاء الحلقة الدراسية
يقر نقاد الحلقة وجود علماء رائدين في مجالاتهم في الحلقة، فقد شارك نحو 200 فيها.

### أهم الأعضاء
- روبرت فنك
- جون دومينيك كروسان
- كارن أرمسترونغ
- ماركوس بورغ
- أرثر ديوي
- ستيفن هاريس
- جون كلوبنبورغ
- لويد غيرينغ
- برتون ماك
- روبرت برايس
- جيمس روبينسون
- جون شيلبي سبونغ
- باربرا ثيرينغ
- ولتر وينك

## الانتقادات
تم توجيه عدد من الإنتقادت لندوة عيسى فيما يتعلق بمنهجهم، الافتراضات والاستنتاجات من مجموعة واسعة من العلماء وأشخاص عاديين. العلماء والباحثين الذين أعربوا عن قلقهم إزاء أعمال ندوة يسوع تشمل ريتشارد هايس، بن وذرنتون، جريج بويد، نيكولاس توماس رايت، وليام لين كريج، لوقا تيموثي جونسون، كريج أ. ايفانز، كريغ بلومبرغ، داريل بوك، وإدوين ياموتشي. ووجهت انتقادات محددة ضد ندوة يسوع وهي:

### 1. طلاق يسوع من سياقه الثقافي وأتباعه
الحلقة الدراسية تضع قيمة كبيرة على معيار الاختلاف. للحلقة الدراسية، القول سيصبح في حقيقي أو موثوق به إذا كان لا يتطابق مع المعتقدات اليهودية أو تلك التي عقدت من قبل المسيحيين في وقت مبكر. النقاد مثل جريجوري بويد قد لاحظ نتيجة وتأثير هذا إذ أن يسوع في الحلقة الدراسية لا يظهر أي استمرارية مع سياقه اليهودي ولا تلاميذه. ج. إد كوميسزويسكي ومشاركون من الكتّاب ذكروا أن ندوة يسوع هي «معايير ل/ في الموثوقية» خلقت «يسوع غريب أطوار الذي لم يتعلم شيئا من ثقافته الخاصة وليس له تأثير على أتباعه». ونفس الانتقادات وجهت من قبل كريغ إيفانز.

### 2. استخدام نظام تصويت معيب
وقد انتقد نظام التصويت من قبل الكيثر من العلماء، منهم نيكولاس توماس رايت، والذي يقول "... لا أستطيع أن أفهم كيف، وإذا كان معظمهم... اعتقد أنه موثوق أو على الأرجح موثوق، ف"المرجح الموثوقية" تحول إلى "زائف على الارجح". نظام التصويت الذي ينتج نتيجة كهذه لابد من تفكيكها.

### 3. تجاهل الأدلة على تعاليم يسوع الأخروية
دايل أليسون وهو من جامعة بيتسبرغ اللاهوتية في كتابه يسوع الناصرة عام 1999:
النبي الالفي، واستشهد ما كان يشعر بعض المشاكل مع عمل (ولا سيما) كروسان دومينيك جون وبرج ماركوس، بحجة أن نتائجها كانت على الأقل في جزء محدد سلفا من قبل مراكزهم الدينية. وأشار أيضا إلى القيود المفروضة على الافتراضات ومنهجية. يقول أليسون أنه على الرغم من استنتاجات الحلقة الدراسية، السيد المسيح كان شخصية النبوية ركزت إلى حد كبير على هذه العقلية. [25] بعض العلماء مجددا رأي ألبرت شفايتزر في الأخروية يسوع. [36]

## مواقع خارجية
- The Jesus Seminar & Westar Institute Homepage
- The Jesus Seminar Forum
- The Gospel According to the Jesus Seminar from Religion (London), vol 25, October 1995, pp. 317–38
- Is there any truth to the Jesus Seminar?
- Christian Cadre, The Jesus Seminar
- John P. Meier, "The Present State of the 'Third Quest' for the Historical Jesus: Loss and Gain"
- Robert Price's rebuttal of Luke Timothy Johnson's The Real Jesus.
- N. T. Wright's Assessment of the Seminar's Scholarship